# Карлівка (Миколаївський район)
Ка́рлівка — село в Україні, у Сухоєланецькій сільській громаді Миколаївського району Миколаївської області, колишній центр сільської ради. Населення становить 85 осіб.

## Археологічні знахідки
Поблизу села виявлено рештки поселень перших століть н. е.

## Населення
Згідно з переписом УРСР 1989 року чисельність наявного населення села становила 125 осіб, з яких 53 чоловіки та 72 жінки.
За переписом населення України 2001 року в селі мешкало 85 осіб.

### Мова
Розподіл населення за рідною мовою за даними перепису 2001 року:
| Мова       | Відсоток |
| ---------- | -------- |
| українська | 89,41 %  |
| російська  | 10,59 %  |

## Уродженці села
- Лимаренко Данило — сотник Армії УНР (підполковник в еміграції), комендант штабу Запорізької групи Дієвої армії УНР.